# Capital Towers (Moscú)
Capital Towers es un complejo de tres rascacielos residenciales en construcción en Moscú, Rusia. Está localizado cerca de la City de Moscú junto al Río Moskva. Los tres rascacielos son llamados Park Tower, City Tower y River Tower. Su construcción comenzó en 2017 y acabará en 2020. Cuando las obras concluyan, serán uno de los edificios más altos de Moscú y de Europa.

## Galería

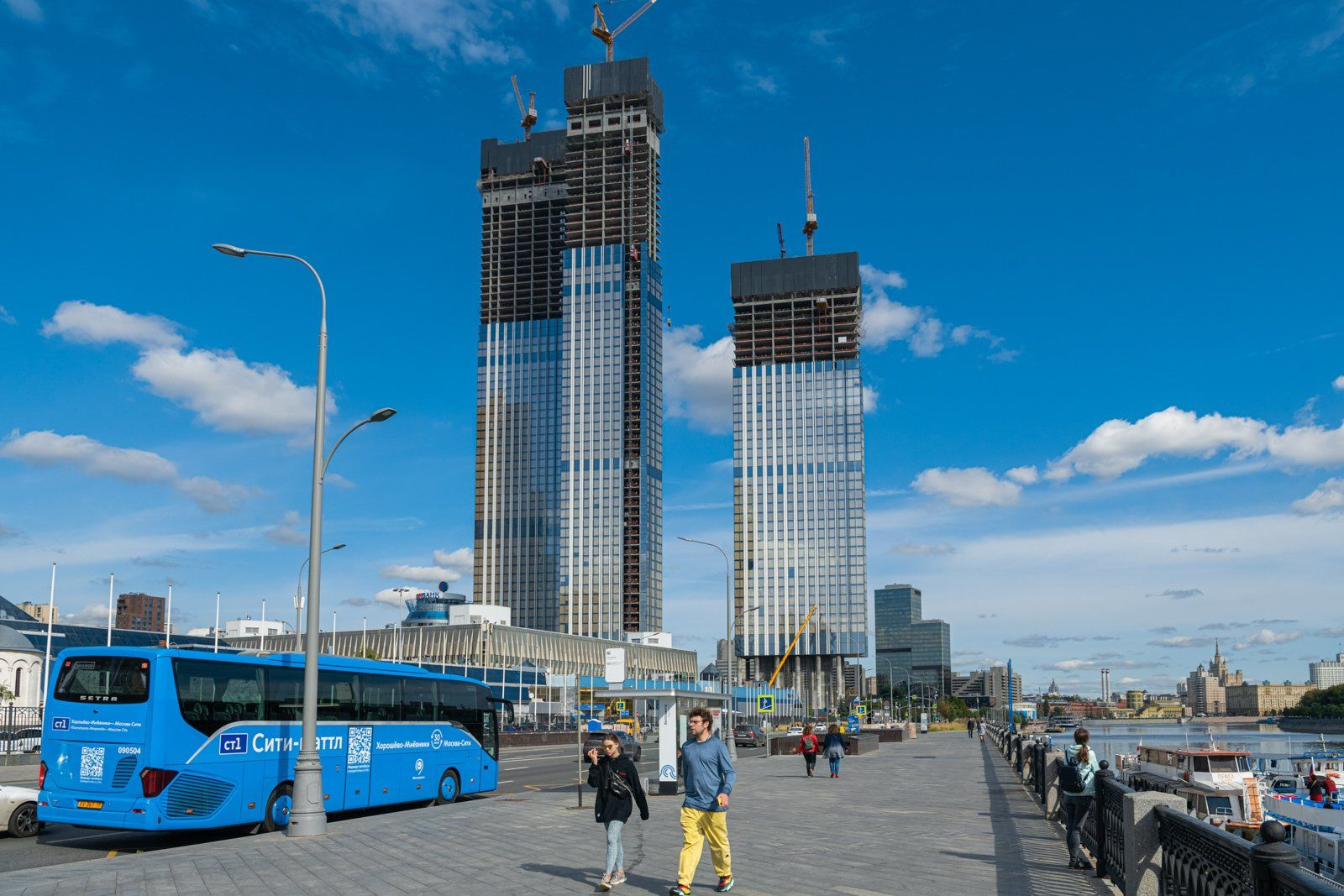
Estado de las obras en septiembre de 2020